# Няневичи
Няне́вичи (бел. Няневічы) — деревня в Брестском районе Брестской области Белоруссии. Входит в состав Чернавчицкого сельсовета. Расположена в 7 км к востоку от Чернавчиц, в 12 км северо-восточнее Бреста. Вокруг деревни множество родников.

## История
В 1905 году — хутор Турнянской волости Брестского уезда Гродненской губернии.
Во время Первой мировой войны деревня была почти полностью сожжена.
После Рижского мирного договора 1921 года — в составе Брестского повята Полесского воеводства Польши.
С 1939 года — в составе БССР.